# スカ・ジャズ
スカ・ジャズ（Ska jazz）は、1950年代後半に「スカの父たち」によって導入された初期ジャマイカ音楽のリズミカルでハーモニックな内容と、ジャズのメロディックな内容を融合することによって派生した音楽のジャンル。スカ・ジャズ・ムーブメントは、1990年代に先駆的なアヴァンギャルド・ジャズが息づくニューヨークとロンドンで始まり、レゲエ・ミュージシャンたちがレゲエ・ミュージックの限界を押し広げていった。彼らは、主にホーンとパーカッションによる高度な即興演奏と、ジャズのハーモニーとともにレゲエ・ビートを使用して、伝統と現代的な風潮を組み合わせていた。

## 起源
スカ・ジャズという用語は、1994年にニューヨーク・スカ・ジャズ・アンサンブルのロック・ステディ・フレディ (フレッド・ライター) によって造られた。スカ・ジャズはサード・ウェイヴ・スカのサブジャンルと見なされることもあるが、トミー・マクックら初期のアーティストたちは、自らをジャズ・ミュージシャンであると第一に考えていた。ロック・ステディ・フレディが登場する前、スカ・ジャズは名前のない単なるジャズの一端にすぎなかった。ジャズの即興演奏が、スカ・ジャズでは一般的に使用されている。スカ・ジャズ・バンドには通常、1つか2つのエレクトリックギター、ベース、キーボード、ドラム、およびホーン・セクション (トランペット、トロンボーン、アルト・サックス、テナー・サックス、バリトン・サックスの任意の組み合わせで構成される) が含まれる。たまに一人以上のボーカリストがいる場合もあるが、ジャンルは主にインストゥルメンタル曲に焦点を当てている。金管楽器は通常メロディを運び、即興のソロがたくさん存在する。リズム・セクションはオフビートにアクセントを置き、ストレートなジャズとはまた違った雰囲気を醸し出している。
1950年代後半に誕生して以来、スカは物理的および文化的なディアスポラと、その起源の外から借りることへの開放性を特徴とするジャンルであった。スカとジャズを組み合わせた歴史は、国境を越えて移り、他の音楽スタイルと統合され、戦後のポピュラー音楽の最もハイブリッドとして国境を越えた形式の1つとなっている。

## 初期ジャマイカのジャズメン
- スカタライツ (The Skatalites)
- トミー・マクック (Tommy McCook)
- ローランド・アルフォンソ (Roland Alphonso)
- ドン・ドラモンド (Don Drummond)
- アーネスト・ラングリン (Ernest Ranglin)
- ジャッキー・ミットゥ (Jackie Mittoo)

## 特筆すべきアーティスト
- ジャズ・ジャマイカ (Jazz Jamaica)
- オロビアンズ (The Orobians)
- ヴィクター・ライス (Victor Rice)
- ロッテルダム・スカ・ジャズ・ファウンデーション (Rotterdam Ska-Jazz Foundation)
- サンクトペテルブルク・スカ・ジャズ・レヴュー (Saint Petersburg Ska-Jazz Review)
- デヴィッド・ヒリヤード・アンド・ザ・ロックステディ・セヴン (David Hillyard And The Rocksteady Seven)
- キャット・エンパイア (The Cat Empire)
- ニューヨーク・スカ・ジャズ・アンサンブル (New York Ska-Jazz Ensemble)
- 東京スカパラダイスオーケストラ (Tokyo Ska Paradise Orchestra)
- メルボルン・スカ・オーケストラ (Melbourne Ska Orchestra)
- キト・スカ・ジャズ (Quito Ska Jazz)
- キングストン・ルーディスカ (Kingston Rudieska)
- モントリオール・スカ・ジャズ・アンサンブル (Montréal Ska-Jazz Ensemble)
- アーティクルズ (The Articles)
- サテライト・キングストン (Satelite Kingston)